# Luc Bessala
Luc Bessala (Yaundé, Camerún, 21 de septiembre de 1985) es un exfutbolista camerunés. Jugaba como defensa. Actualmente radicado en su país, dedicado a la agricultura y entrenar equipos de tercera división.
Ha jugado en equipos como el Canon Yaoundé de Camerún, Tiro Federal de Argentina, Provincial Osorno, Deportes Temuco y Fernández Vial de Chile.

## Clubes
| Club                     | País      | Año       |
| ------------------------ | --------- | --------- |
| Canon Yaoundé            | Camerún   | 2002-2003 |
| Tiro Federal             | Argentina | 2004-2005 |
| Provincial Osorno        | Chile     | 2006      |
| Deportes Temuco          | Chile     | 2007      |
| Fernández Vial           | Chile     | 2008      |
| Centro Ítalo Fútbol Club | Venezuela | 2008-2011 |
| Club Atlético Miranda    | Venezuela | 2011-2012 |
| Metropolitanos FC        | Venezuela | 2013      |